# KParts
KPart és el nom del component de programari framework per l'entorn d'escriptori KDE. Un component individual s'anomena KPart.
KParts són anòlegs als components Bonobo de GNOME, els dos estan basats ens els conceptes de Microsoft de Object Linking and Embedding. Konsole està disponible com un KPart i s'usa en aplicacions com Konqueror o Kate. Alguns bons exemples de KParts són l'ús que en fa el Konqueror, el qual (entre d'altres) usa el KWord per mostrar documents, el KMPlayer per reproduir vídeo. I el Kontact, el qual integra aplicacions del kdepim sota una sola interfície.